# الباخرة البوردين
الباخرة البوردين تلك الباخرة التي ترجع إلى القرن التاسع عشر وكانت في الخطوط الأمامية في أغلب المعارك بين السودانين والمستعمر. وجدها مهندسون سودانيون في العام 2010م مقطعة إلى 12 قطعة في ساحة للزوارق في شمال الخرطوم في العام 2010م وأعادوا تجميع السفينة ذات الهيكل الحديدي خلال أربعة أسابيع وتم نقلها على ضفاف النيل في أم درمان في ذات مكان المعركة.

## الباخرة البوردين
تم بناؤها في العام 1863م في حوض الإخوان سامودا لبناء السفن على نهر التيمز، وصنع محركها الزجاج وهو بقوة 40 حصاناً بواسطة جون بن. وبلغ طولها 140 قدماً، وعارضتها 12 قدماً وتبحر بسرعة 10 عقد «خفضت إلى 5 بحلول عام 1884م». ونقلت الباخرة في شكل قطع إلى مصر، حيث جمعت في حوض بولاق للسفن ثم أبحرت للسودان. حينها كان قد اشتراها خديوى مصر لجلب المؤن إلى الخرطوم.وقد خدمت في عهد الاحتلال التركى المصرى من اوائل العام 1869م حتى اخريات العام 1885م وظلت خدمتها مستمرة ابان حكم المهدية حتى الاحتلال الثنائى الانجليزى المصرى.حيث انتهى عملها في العام 1906م.
وفي سعي متواصل كانت البوردين في فترة خدمتها الأولى تزود المحطات الإدارية على طول نهر النيل من وادي حلفا وصولاً إلى المديرية الاستوائية، حيث كان كل من بيكر وغردون وأمين باشا حكاماً عليها بالتوالي. ففي يوم 31 مارس عام 1874 مثلاً عادت البوردين تحمل كمية من سن الفيل المصادر. وفي الثامن من يونيو من نفس العام أبحر بها غردون باشا إلى فشودة في رحلة تفتيشية. وفي 15 يوليو 1878 أبحر بها روملو جسي، أحد معاوني غردون باشا، إلى جنوب السودان في مهمة حربية. ولعل من أهم إنجازات البوردين في تلك الفترة إنقاذها الدرامي للقائد جسي، هذا إبان رحلة مهلكة في منطقة السد، في الخامس من يناير 1881م.
السفن في السودان
بعد غزو محمد علي سودان وادي النيل في عام 1821م، إحتاج الناس إلى السفن الشراعية والسفن البخارية، وصار نهر النيل أداة مواصلات، بين مصر والسودان، وبين الخرطوم وحواضر مديريات السودان مثل بربر وسنار وفشودة.
وكان أول إبحار للسفن البخارية على نهر النيل بين الإسكندرية والقاهرة في نحو عام 1828م، وفي عهد محمد سعيد باشا، وفي محاولة ثانية تمكنت أربع سفن بخارية من اجتياز الجنادل التي تشكل عائقاً للملاحة. وكانت تلك البواخر، تعمل بمجاديف جانبية وتحمل أسماء الفاشر، المسلمية، التوفيقية، وكان طولهما «26» متراً، وقوة محركها أربعين حصاناً.
وكانت البوردين واحدة من السفن التسع التي جلبت لتنفيذ سياسة ولاة مصر لنقل الإمدادات للخرطوم وجنوب السودان، وخلال أربعة عقود من العمل النشط ظلت البوردين تبحر على نهر النيل الرئيسي وفرعيه النيل الأزرق والنيل الأبيض، لنحو أربعة عقود خدمت خلالها بنشاط الإدارة التركية «1869 1885» ودولة المهدية «1855 1898» والحكم الثنائي الإنجليزي المصري «1898 1906» وبعد ذلك ضعف أداؤها.

## حصار الخرطوم
وعند اندلاع ثورة الإمام المهدي في الحكم التركي المصري  والتي حقق فيها المهدي ا دد من الانتصارات وأستولى المهدي على بواخر الأسطول النهري وأنتهت تلك الانتصارات بحصار الخرطوم  الذي كان في  «مارس 1884 يناير1885»، مما جعل الجنرال غردون باشا، الحاكم العام، في حالة عزلة تامة  يائساً من وصول الإمدادات التي وعدت بها الحكومة البريطانية.
ونتيجة لذلك حول غردون سفينة البوردين ونظيراتها من السفن إلى سفن حربية شديدة الكفاءة، محمية بألواح من الحديد ودروع من العوارض الخشبية العمودية، وزودها بمدافع وأسلحة نارية.
وفي أواخر أيام الحصار « سبتمبر 1884م» بعث غردون أربع سفن هي المنصورة، تل حوين، الصافية والتوفيقية، تحت قيادة نصحي باشا إلى المتمة وفي الخامس عشر من ديسمبر 1884 أصدر غردون الأمر بأن تنضم البوردين للسفن الأربع.
وعند وصول القوات البريطانية انطلق رئيسها شارلز ويلسون على متن البوردين بمصاحبة تل حوين، وكانتا تحت قيادة محمد خشم الموس بك، متجهاً نحو المدينة المحاصرة في رحلة استكشافية وللاتصال بالجنرال غردون. فلما وصلت البوردين ورفيقتها جزيرة توتى في يوم 28 يناير 1885م، وعلى مرأى من قصر الجنرال غردون «القصر الجمهوري الآن»، كان أنصار الإمام المهدي قد سيطروا على الخرطوم قبل يومين.
فلما تأكد ويلسون من سقوط الخرطوم، غيرت الباخرتان اتجاههما نحو المتمة هروباً من نيران مدفعية جيش المهدية، غير أنهما اصطدمتا بصخور عند شلال السبلوقة، تل حوين أولاً، والبوردين ثانياً عند جزيرة مرنات، فهجرتهما حملة الإنقاذ. وفي وقت لاحق استولى الأنصار عليهما وضموهما إلى اسطول المهدية الحربي.

## معركة كرري
وفي بداية معركة كرري «2 سبتمبر 1898م» استولى جيش كتشنر على البوردين واستخدمها لوقت قصير في حمل قوات الجيش الغازي، ولاحقاً في حمل مواد البناء بين أم درمان والخرطوم، كما عملت ضمن السفن الأخرى في نقل حطب الوقود من محطات تجميعه على النيل الأبيض.
وفي عام 1906 أوقفت البوردين عن الخدمة بسبب التكلفة العالية للكمية الهائلة التي تستهلكه من حطب الوقود، وظلت على شاطئ النيل الأزرق، تحت رعاية إدارة النقل النهري، إلا من بعض المهام المتباعدة مثل نقل الأخشاب وحمل المساجين بين مدينة جوبا ومنطقة الرجاف، وتخزين البترول إبان الحرب العالمية الثانية، كما روى ي اللواء عمر النور مدير المتحف الحربي. بأن الإدارة البريطانية جعلت منها معتقلاً للطلبة الحربيين الذين خرجوا في مظاهرة إبان ثورة 1924م،  صالح حسين خليفة ، اسحق شداد ، محمد عبد العظيم خليفة، عبد الله مبروك خليل، مصطفى بابكر الشفيع، حسن أحمد يس، عوض أحمد سالم، محمد فضل المولى الشناوي،جمعة مرسال أرباب ،  الطاهر شداد، أبو بكر أحمد بابكر، الشريف منصور سرور، على محمد الأرناؤوطي، ، محمد العوام، رمضان عبد الخير، عوض إبراهيم أبو رفاس، مزمل علي دينار، علي أبو سن. اللائي غنت لهم النساء إبان فترة حبسهم:
يا حليل الطير الرحل
والتلامذة السكنو البحر
وفي عام 1930م تم ترميم البوردين وإعادتها إلى حالتها التي كانت عليها عند حصار الخرطوم. وفي اليوم الثالث والعشرين من يناير 1935 الموافق للذكرى الخمسين لمقتل الجنرال غردون، ظهرت البوردين في ثوب قشيب وحلة زاهية، وعرضت قبالة قصر الحاكم العام. وبعد ذلك صارت وجهة سياحية جاذبة للسواح خاصة في فصل الشتاء. ويبدو أنها بذلك الشكل الجميل والصورة الزاهية قد لفتت الأنظار، وغنى لها  الفنان حسن عطية إذ تقول:
«جنى البوردن حلي فوتي
سكنوكم وين جزاير توتي
وجنى البوردين هي معدية «اوعَبَّارة» شمبات وهي باخرة صغيرة، بالنسبة للبوردين ترسو أمام قصر الحاكم العام .